# 賽繆爾·科格拉蒂
赛缪尔·科格拉蒂（荷蘭語：Samuel Cogolati，1989年3月12日—）是比利時聯邦議會议员，曾经多次反对新疆再教育营。2021年3月22日，中华人民共和国外交部宣布对赛缪尔·科格拉蒂等10名人员和4个实体实施制裁。